# Plutodes warreni
Plutodes warreni là một loài bướm đêm trong họ Geometridae.